# Emblyna capens
Emblyna capens är en spindelart som beskrevs av Chamberlin 1948. Emblyna capens ingår i släktet Emblyna och familjen kardarspindlar. Inga underarter finns listade i Catalogue of Life.